# Oxysarcodexia festiva
Oxysarcodexia festiva är en tvåvingeart som beskrevs av Guilherme A.M.Lopes och Tibana 1987. Oxysarcodexia festiva ingår i släktet Oxysarcodexia och familjen köttflugor.
Artens utbredningsområde är Costa Rica. Inga underarter finns listade i Catalogue of Life.